# MTV Leffa
MTV Leffa var den finska motsvarigheten till TV4 Film. Kanalen produceras av MTV3 i samarbete med den svenska kanalen TV4. Innehållet var i huvudsak identiskt med TV4 Films, med skillnaden att de svenskspråkiga filmerna är utbytta och att den finska versionen var dygnet runt-sändande utan reklam. 
MTV Leffa hette under en kortare period Subtv Leffa men bytte under 2009 tillbaka till det ursprungliga namnet.